# 迈克尔·拉舍
迈克尔·拉舍（英語：Michael Rascher，1965年7月26日—），加拿大男子赛艇运动员。他曾代表加拿大参加1992年夏季奥林匹克运动会赛艇比赛，获得男子八人单桨有舵手金牌。